# Airlines of New South Wales
Airlines of New South Wales (también conocida como Air New South Wales, Ansett NSW y Ansett Express) indicativo "NEWSOUTH" fue una aerolínea regional nacional australiana que operó desde 1959 hasta su fusión con Ansett en 1993. Fue formada por la toma de control de Butler Air Transport por parte de Reg Ansett. Aerolíneas de Nueva Gales del Sur operaban servicios de pasajeros aéreos en Nueva Gales del Sur, y más tarde en otros estados australianos. Entre 1964 y 1965, la aerolínea luchó en un caso en la Corte Suprema de Australia, Airlines of New South Wales Pty Ltd v New South Wales (No 2), que fue significativo en la adjudicación de las esferas de poder constitucional de los gobiernos nacional y estatal con respecto a la navegación aérea. 

## Historia

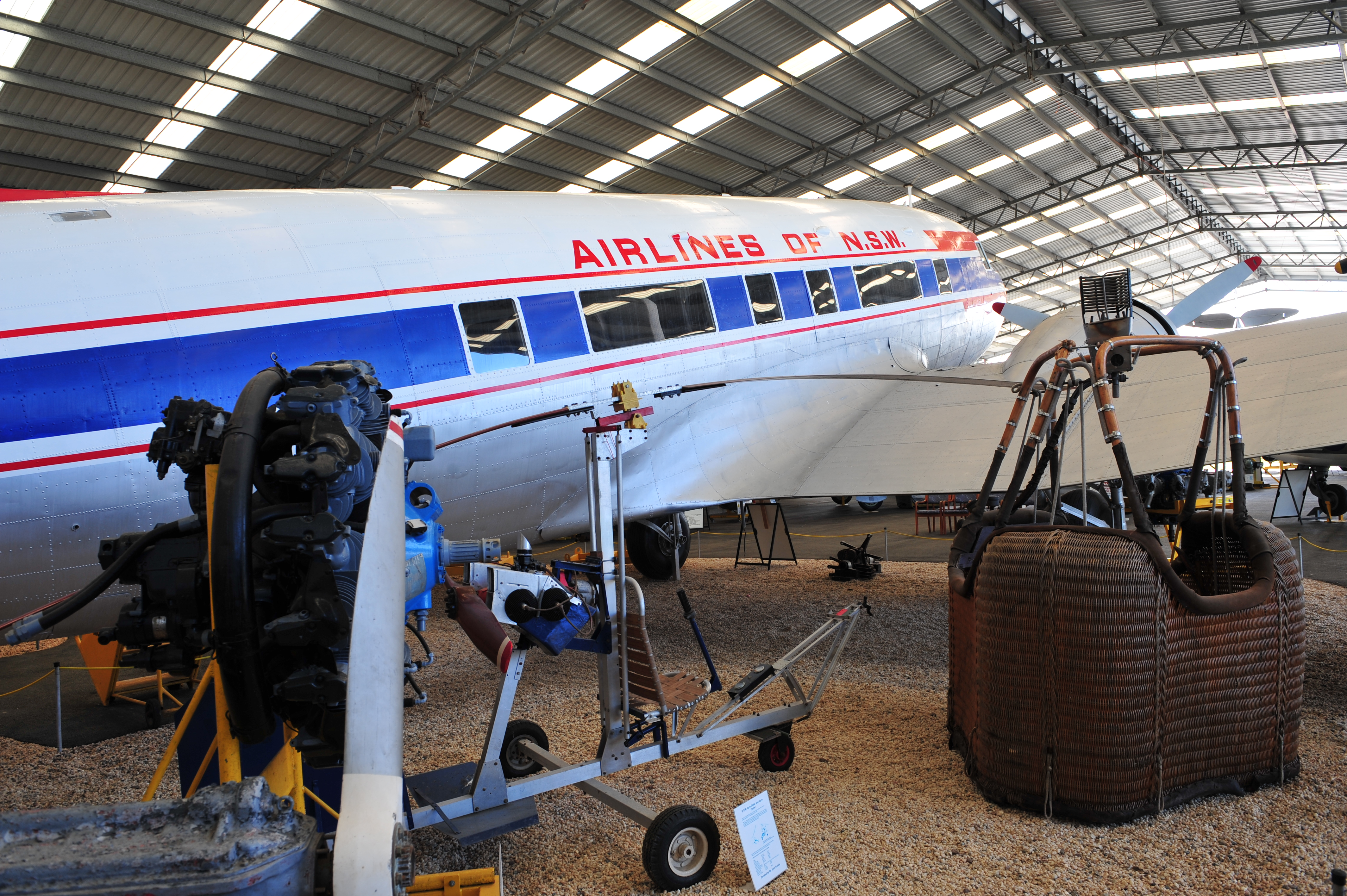
Douglas DC-3 de Airlines of New South Wales en un museo (2011)

Al final de la década de 1950, Reginald Ansett se encontraba expandiendo las operaciones de su compañía, Ansett Transport Industries (ATI), en el mercado australiano de aviación comercial. Ansett buscaba adquirir la compañía de Arthur Butler, Butler Air Transport, pero Butler rechazó un acuerdo que le hubiera dado un puesto en la mesa directiva de ATI. Ansett ya había adquirido un 40% de Butler Air Transport al haber comprado a Australian National Airways en 1957. Después de una batalla legal, Ansett obtuvo el control total de Butler Air Transport en 1958. La compañía fue renombrada como Airlines of New South Wales el 17 de diciembre de 1959, y realizó su primer vuelo comercial el 19 de diciembre del mismo año.

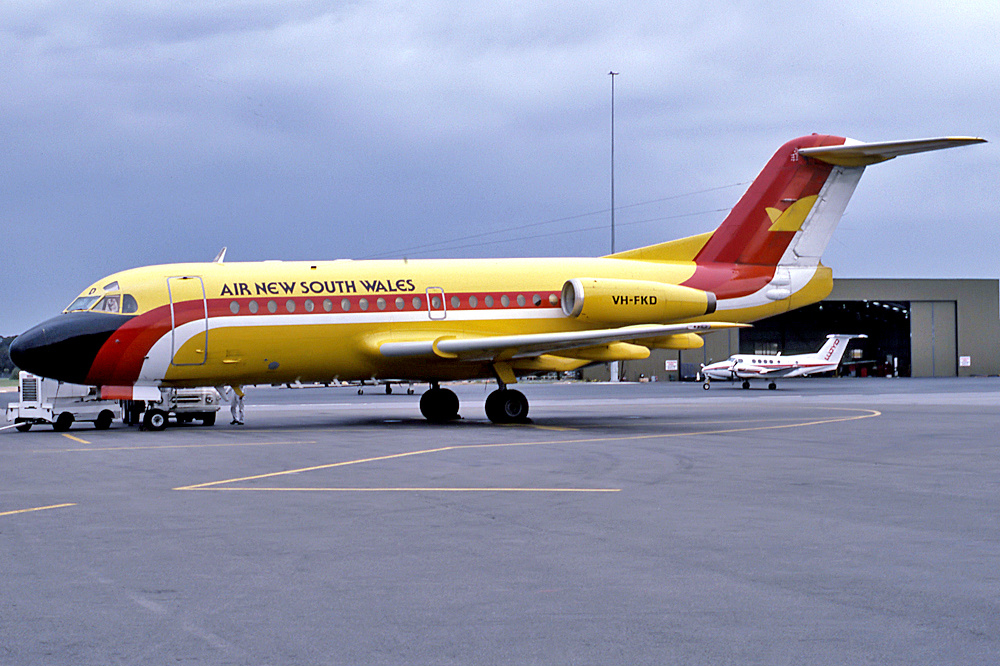
Fokker F28 de Air New South Wales en el aeropuerto internacional Kingsford Smith de Sídney (1985)

La aerolínea operaba servicios de Sídney a centros regionales en Nueva Gales del Sur, y más tarde a otras ciudades australianas. En 1964, Airlines of New Wales era una subsidiaria de Ansett Transport Industries. Entre 1968 y 1969 fue renombrada como Ansett Airlines of New South Wales, que para ese momento, la Revisión de Políticas del Transporte Aéreo Doméstico de 1978 del gobierno australiano, era una de las cinco aerolíneas regionales que operaba en Australia. En 1981, la aerolínea pasó a llamarse Air New South Wales; en marzo de 1990 cambió su nombre a Ansett NSW y luego a finales de ese año como Ansett Express, que se fusionó en 1993 con Ansett, dando fin a la historia de Airlines of New South Wales como una compañía independiente.
Además de ofrecer servicios programados de pasajeros, la aerolínea manejaba operaciones turísticas, con el actor Steve Dodd trabajando como guía en la zona central de Australia a finales de la década de 1960 e inicios de 1970.

### Caso de la Corte Suprema
En la década de 1960, Airlines of New South Wales estuvo en el centro de un caso de la Corte Suprema de Australia sobre los poderes de los gobiernos estatal y nacional para regular la aviación.
Airlines of New South Wales y East-West Airlines eran dos aerolíneas comerciales que operaban servicios regionales en Nueva Gales del Sur. El gobierno de Nueva Gales del Sur buscaba administrar la asignación de rutas entre aerolíneas, amenazando con reducir la cantidad de rutas disponibles para Airlines of New South Wales. Dicha aerolínea tenía una licencia del gobierno nacional para operar vuelos entre Sídney y Dubbo, no así una licencia en virtud de las leyes estatales recién aprobadas que regulaban la aviación. El 26 de octubre de 1964, la aerolínea aumentó la presión al operar, con pérdidas financieras, una ruta indirecta a Dubbo a través de Canberra, cruzando así una frontera estatal, y por tanto, tratando de evitar la aplicación de las leyes de Nueva Gales del Sur.
El 3 de febrero de 1965, el tribunal en el caso Airlines of New South Wales Pty Ltd v New South Wales (No 2), determinó que la navegación aérea dentro de un estado podía ser regulada por el gobierno nacional en la medida en la que se preveía la seguridad o la prevención de interferencia física con la navegación aérea interestatal o extranjera. Mientras que Airlines of New South Wales ganó el caso, para 1984, la aerolínea (que ya operaba como Air New South Wales) seguía compartiendo el mercado regional de Nueva Gales del Sur con East West Airlines, y cada una tenía un monopolio sobre ciertos mercados aéreos interestatales de pasajeros.

## Incidentes
La aerolínea tuvo dos incidentes destacados. El 16 de diciembre de 1960, un Douglas DC-3 se estrelló en el mar durante un vuelo de entrenamiento de pilotos, con la pérdida de tres vidas. El 1 de abril de 1965, un Douglas C-47 en un vuelo regular de pasajeros se estrelló, sin víctimas mortales.